# DC Studios
DC Studios es un estudio estadounidense de producción de cine y televisión que forma parte de Warner Bros. Entertainment, una subsidiaria de Warner Bros. Discovery (WBD). Se encarga de la producción de películas y series de televisión, tanto de imagen real como de animación, así como de videojuegos, basados en personajes de la editorial de cómics estadounidense DC Comics, principalmente como parte de su franquicia de medios insignia y universo compartido, el Universo DC (DCU). El estudio ha estado liderado por el guionista y director James Gunn y el productor Peter Safran como copresidentes y codirectores ejecutivos desde su creación en noviembre de 2022.
El predecesor del estudio, DC Films, se fundó en mayo de 2016 como una división de Warner Bros. Pictures para supervisar las producciones cinematográficas basadas en DC, principalmente las de su franquicia de universo compartido, el Universo extendido de DC (DCEU, por sus siglas en inglés). Estuvo liderado por el guionista de cómics y televisión de DC Geoff Johns y el productor de Warner Bros. Jon Berg como copresidentes. Tras la recepción negativa y el bajo rendimiento financiero de varias películas del DCEU, ambos dejaron sus cargos a finales de 2017, y la división fue reorganizada con Walter Hamada contratado como presidente del estudio.
Después de la fusión de WarnerMedia (propietaria de DC y Warner Bros.) con Discovery, Inc. en abril de 2022, WBD realizó una reestructuración operativa, lo que llevó a la renuncia de Hamada en octubre de 2022. DC Films fue disuelta en favor de DC Studios, una nueva división con mayor supervisión sobre los medios de DC. Gunn y Safran, quienes habían trabajado en algunos proyectos del DCEU, fueron contratados para liderar el estudio, y el dúo comenzó a desarrollar el DCU como una nueva franquicia que serviría como un reinicio del DCEU.
Desde 2016 hasta 2023, DC Films produjo 13 películas dentro del DCEU, desde Escuadrón Suicida (2016) hasta Aquaman y el Reino Perdido (2023), junto con dos películas independientes, Joker (2019) y The Batman (2022). Joker y la película de estudio Aquaman (2018) se encuentran entre las 50 películas más taquilleras de todos los tiempos, siendo Joker la primera película clasificada como R en superar los mil millones de dólares de recaudación.
La primera producción de DC Studios es la serie de televisión El Pingüino (2024), derivada de The Batman. DC Studios planea estrenar películas y series de televisión dentro del DCU, comenzando con la serie animada Creature Commandos en 2024, y la película Superman en 2025. Las producciones que no formen parte del DCU estarán bajo el sello "DC Elseworlds". La primera película animada del estudio será Dynamic Duo (2028).

## Historia

### Formación de DC Films y desarrollos iniciales (2016-2022)
Tras la recepción dividida de Batman v Superman: Dawn of Justice (2016), Warner Bros. Pictures tomó medidas para estabilizar la dirección de su franquicia de medios y universo compartido, conocido de manera no oficial como el Universo extendido de DC (DCEU). En mayo de 2016, el estudio se reorganizó para asignar ejecutivos responsables de distintos géneros, colocando las películas de la franquicia de DC Entertainment, bajo Warner Bros. Pictures, en una nueva división llamada DC Films. Esta división fue creada bajo la supervisión de Jon Berg, vicepresidente ejecutivo de Warner Bros. Pictures, y Geoff Johns, director creativo de DC Comics. El objetivo era competir más directamente con la franquicia rival, el Universo cinematográfico de Marvel (MCU), propiedad de The Walt Disney Company y Marvel Studios. Johns también mantuvo su rol en DC Comics. No obstante, la creación de esta división no buscaba anular el mandato de dar libertad creativa a los directores.
La película Liga de la Justicia (2017) tuvo uno de los mayores presupuestos de la historia del cine (casi 300 millones de dólares), pero recaudó alrededor de 96 millones en su primer fin de semana. Un análisis en The Washington Post predijo que habría una nueva corrección de rumbo, con un posible cambio de liderazgo. Contribuyentes de Forbes opinaron que dicha corrección implicaría que DC Films abandonara el enfoque de universo compartido, mientras continuaba con las películas de Wonder Woman y ocasionalmente otras, dado que Warner Bros. cuenta con otras franquicias con las que podría trabajar. A pesar de esto, en diciembre el estudio reiteró su lista de próximos proyectos para la franquicia y universo compartido de DC Entertainment, conocido de manera no oficial como el Universo extendido de DC (DCEU). Ese mismo mes, Warner Bros. Pictures anunció una nueva estrategia y reorganización para DC Films, en la que Jon Berg dejaría su cargo como copresidente de producción del estudio para formar una productora en Warner Bros. junto a Roy Lee, productor de las películas The Lego Movie (2014) y It (2017). En enero de 2018, Walter Hamada, ejecutivo de Warner Bros. Pictures, fue nombrado nuevo presidente de DC Films para supervisar las películas del DCEU. Hamada estaba estrechamente vinculado a New Line Cinema y ayudó a desarrollar películas de terror como It y la franquicia de The Conjuring.

### Reestructuración y cambios inmediatos (2022)
En abril de 2022, tras la fusión entre WarnerMedia, la empresa matriz de Warner Bros. Entertainment, y Discovery, Inc. para formar Warner Bros. Discovery, el nuevo director ejecutivo, David Zaslav, estaba considerando una reestructuración de DC Entertainment, incluyendo la posibilidad de contar con un líder creativo similar al presidente de Marvel Studios, Kevin Feige, para dirigir sus proyectos cinematográficos y televisivos. Más tarde, en julio, Toby Emmerich renunció a su cargo como jefe del Warner Bros. Motion Picture Group. El grupo fue reestructurado para asignar liderazgos separados a DC Films, Warner Bros. Pictures, New Line Cinema y Warner Animation Group. Los exejecutivos de MGM, Michael De Luca y Pamela Abdy, se convirtieron en copresidentes y codirectores ejecutivos del grupo, y se les encargó liderar Warner Bros. Pictures y New Line Cinema. Además, fueron contratados temporalmente para supervisar las unidades restantes del grupo hasta que se cubrieran los nuevos cargos.
Cuando se canceló el estreno de la película Batgirl por parte de Warner Bros. Discovery en agosto, se informó que Hamada no fue consultado sobre la decisión y solo se enteró cuando De Luca y Abdy se lo comunicaron durante una proyección de prueba de Black Adam (2022). Más tarde ese mes, Dan Lin inició conversaciones para supervisar las divisiones de cine y televisión de DC. Desde esta posición, Lin debía reportar directamente a Zaslav, mientras que Hamada se retiraría del estudio. En septiembre, Lin y Warner Bros. Discovery terminaron las negociaciones y acordaron separarse. Durante el estreno de Black Adam en Times Square en octubre, la estrella y productor Dwayne Johnson mencionó que podría actuar como consultor en DC Films, ayudando al estudio a encontrar su próximo líder creativo. Más tarde ese mes, se informó que De Luca había estado dirigiendo efectivamente DC Films en lugar de Hamada. El 19 de octubre, Hamada se despidió de la compañía, solo dos días antes del estreno de Black Adam.

### Cambio de marca a DC Studios y nuevo liderazgo (desde 2022)
Poco después de que Hamada dejara su cargo, se reveló que James Gunn y Peter Safran, quienes anteriormente trabajaron juntos en la película del DCEU El Escuadrón Suicida (2021) y en la serie derivada de esa película, Peacemaker (2022-presente), asumirían los roles de copresidentes y codirectores ejecutivos del estudio, y DC Films sería rebautizado como "DC Studios". Además de supervisar películas, el dúo también se encargaría de la televisión, animación y videojuegos bajo la marca DC, reportando directamente a Zaslav, mientras trabajaban junto pero de manera independiente a los líderes de otras divisiones, como Warner Bros. Pictures, Warner Bros. Pictures Animation, Warner Bros. Television, Warner Bros. Animation, Warner Bros. Games, HBO, Max y Warner Bros. Discovery Global Brands and Experiences. Gunn supervisa el desarrollo creativo de los proyectos de DC, mientras que Safran se encarga del aspecto de producción. Sus funciones comenzaron efectivamente el 1 de noviembre de 2022.
En noviembre, Gunn declaró que el estudio se centraría en múltiples películas, series de televisión y proyectos animados del Universo DC (DCU), una nueva franquicia y universo compartido que sirve como reinicio del DCEU, pero también mencionó que tomarían en cuenta las respuestas y quejas de los fans, y confirmó que todos los proyectos de DC posteriores se lanzarían bajo la marca DC Studios, incluidos aquellos que se habían filmado antes del cambio de nombre. En diciembre, Gunn anunció que estaba escribiendo una nueva película de Superman que contaría con un actor más joven en el papel. Henry Cavill no regresaría como Superman, mientras que Ben Affleck, quien interpretó a Bruce Wayne / Batman en el DCEU, estaba en conversaciones para dirigir un nuevo proyecto de DC Studios, antes de que Affleck declarara que no estaba interesado en dirigir una película de DC. Gunn reveló posteriormente que las nuevas películas de DC tendrían un enfoque igual en personajes populares y menos conocidos, inspirándose en las series animadas de DC Justice League Unlimited (2004-2006) y Young Justice (2010-2022).
Gunn y Safran anunciaron el primer capítulo del DCU, titulado "Dioses y Monstruos" (en inglés, "Gods and Monsters"), el 31 de enero de 2023. También formaron un equipo de guionistas que incluía a Drew Goddard, Jeremy Slater, Christina Hodson, Christal Henry y Tom King. Los proyectos que no formen parte del DCU se etiquetarán como "DC Elseworlds". Al mes siguiente, Gunn confirmó el desarrollo de películas animadas tanto dentro del DCU como en DC Elseworlds. En marzo, Gunn mencionó que estaban trabajando en la incorporación de personajes del sello Vertigo de DC Comics más allá de la película de Swamp Thing, y en el mes siguiente, dijo que había planes para incorporar personajes de Milestone Media, otro sello propiedad de DC, como Static. En febrero de 2024, Gunn y Safran colaboraron con los hermanos corporativos de Warner Bros. Discovery (Warner Bros. Pictures, HBO Documentary Films, CNN Films y Max) para adquirir el documental sobre Christopher Reeve Super/Man: La historia de Christopher Reeve (2024).

## Gestión

### Actual
- James Gunn: copresidente y codirector ejecutivo (CEO) de DC Studios; Gunn lidera como jefe creativo de la empresa (noviembre de 2022—presente)[1]
- Peter Safran: copresidente y codirector ejecutivo (CEO) de DC Studios; Safran lidera los aspectos comerciales de la empresa (noviembre de 2022—presente)[1]
- Chantal Nong: vicepresidenta ejecutiva (EVP) de producción en DC Studios; Nong supervisa la producción y el desarrollo creativo de películas, televisión y animación basadas en DC (noviembre de 2022—presente); anteriormente fue vicepresidenta senior de desarrollo y producción de películas en DC Films, supervisando el desarrollo creativo y la gestión de producción de películas basadas en DC (febrero de 2018—noviembre de 2022)[2]
- Candice McDonough: vicepresidenta ejecutiva (EVP) de publicidad y comunicaciones; McDonough supervisa las relaciones con los medios, la publicidad y las comunicaciones externas y con los empleados (julio de 2023—presente)
- Galen Vaisman: vicepresidente (VP) de desarrollo creativo; anteriormente asistente de Jon Berg

### Anterior
- Jon Berg: vicepresidente ejecutivo (EVP) y copresidente de producción en Warner Bros. Pictures;[3] copresidente de DC Films; y codirector del DCEU[4] (mayo de 2016—diciembre de 2017)[5][3]
- Geoff Johns: copresidente de DC Films[4](mayo de 2016—diciembre de 2017); presidente y director creativo de DC Entertainment (febrero de 2010—junio de 2018); y codirector del DCEU (2015—junio de 2018)[6]
- Walter Hamada: presidente de producción de películas basadas en DC, Warner Bros. Pictures (enero de 2018—octubre de 2022)[7][8][9]

## Biblioteca de producción

### Películas
Las producciones pueden haber sido parte del Universo extendido de DC, del DCU o de DC Elseworlds.
| Película                        | Director                | Fecha de estreno         | Coproductoras                                                                                             | Sello         |          |
| DC Films                        | DC Films                | DC Films                 | DC Films                                                                                                  | DC Films      | DC Films |
| ------------------------------- | ----------------------- | ------------------------ | --- | ------------- | -------- |
| Escuadrón Suicida               | David Ayer              | 5 de agosto de 2016      | RatPac-Dune Entertainment, Atlas Entertainment                                                            | DCEU          |          |
| Wonder Woman                    | Patty Jenkins           | 2 de junio de 2017       | RatPac-Dune Entertainment, Atlas Entertainment, Cruel and Unusual Films, Tencent Pictures, Wanda Pictures | DCEU          |          |
| Liga de la Justicia             | Zack Snyder/Joss Whedon | 17 de noviembre de 2017  | RatPac-Dune Entertainment, Atlas Entertainment, Cruel and Unusual Films, Access Entertainment             | DCEU          |          |
| Aquaman                         | James Wan               | 21 de diciembre de 2018  | The Safran Company, Cruel and Unusual Films, Mad Ghost Productions                                        | DCEU          |          |
| ¡Shazam!                        | David F. Sandberg       | 5 de abril de 2019       | New Line Cinema, The Safran Company, Seven Bucks Productions, Mad Ghost Productions                       | DCEU          |          |
| Joker                           | Todd Phillips           | 4 de octubre de 2019     | Village Roadshow Pictures, Bron Creative, Joint Effort Productions, Sikelia Productions                   | DC Elseworlds |          |
| Aves de Presa                   | Cathy Yan               | 7 de febrero de 2020     | LuckyChap Entertainment, Kroll & Co. Entertainment, Clubhouse Pictures                                    | DCEU          |          |
| Wonder Woman 1984               | Patty Jenkins           | 25 de diciembre de 2020  | Atlas Entertainment, The Stone Quarry                                                                     | DCEU          |          |
| Zack Snyder's Justice League    | Zack Snyder             | 18 de marzo de 2021      | Atlas Entertainment, The Stone Quarry                                                                     | DCEU          |          |
| El Escuadrón Suicida            | James Gunn              | 5 de agosto de 2021      | Atlas Entertainment, The Safran Company                                                                   | DCEU          |          |
| The Batman                      | Matt Reeves             | 4 de marzo de 2022       | 6th and Idaho Productions                                                                                 | DC Elseworlds |          |
| Black Adam                      | Jaume Collet-Serra      | 21 de octubre de 2022    | New Line Cinema, Seven Bucks Productions, FlynnPictureCo.                                                 | DCEU          |          |
| ¡Shazam! La furia de los dioses | David F. Sandberg       | 17 de marzo de 2023      | New Line Cinema, The Safran Company                                                                       | DCEU          |          |
| The Flash                       | Andy Muschietti         | 16 de junio de 2023      | The Disco Factory, Double Dream                                                                           | DCEU          |          |
| Blue Beetle                     | Ángel Manuel Soto       | 18 de agosto de 2023     | S&K Pictures, The Safran Company                                                                          | DCEU          |          |
| Aquaman y el Reino Perdido      | James Wan               | 25 de diciembre de 2023  | The Safran Company, Atomic Monster Productions                                                            | DCEU          |          |
| DC Studios                      |                         |                          | |               |          |
| En producción                   |                         |                          | |               |          |
| Superman                        | James Gunn              | 11 de julio de 2025      | The Safran Company                                                                                        | DCU           |          |
| En desarrollo                   |                         |                          | |               |          |
| Supergirl: Woman of Tomorrow    | Craig Gillesptie        | 26 de junio de 2026      | The Safran Company                                                                                        | DCU           |          |
| Clayface                        | James Watkins           | 11 de septiembre de 2026 | The Safran Company                                                                                        | DCU           |          |
| Sgt. Rock                       | Luca Guadagninov        | 2026                     | The Safran Company                                                                                        | DCU           |          |
| The Batman – Part II            | Matt Reeves             | 1 de octubre de 2027     | 6th and Idaho Productions                                                                                 | DC Elseworlds |          |

### Series de televisión
| Serie       | Fechas de emisión        | Showrunner(s)                  | Empresas de coproducción                      | Medio de difusión | Notas                                                             |
| ----------- | ------------------------ | ------------------------------ | --------------------------------------------- | ----------------- | ----------------------------------------------------------------- |
| Peacemaker  | 13 de enero de 2022      | James Gunn                     | The Safran Company, Troll Court Entertainment | Max               | Spin-off de The Suicide Squad; lanzado en HBO Max                 |
| El Pingüino | 19 de septiembre de 2024 | Lauren LeFranc                 | 6th & Idaho                                   | HBO               | Spin-off de The Batman; no es parte del Universo extendido de DC. |
| Waller      | —                        | Christal Henry y Jeremy Carver | Warner Bros. Television                       | HBO               | En desarrollo; spin-off de Peacemaker.                            |
| Lanterns    | 2026                     | Chris Mundy                    | The Safran Company                            | HBO               | En rodaje; serie original del DCU                                 |